# Robin Buffet
Pour les articles homonymes, voir Buffet.
Robin Buffet est un skieur alpin français, né le 14 octobre 1991 à Annecy. Il est spécialiste du slalom.

## Biographie
Membre du club de La Clusaz, il dispute des courses nationales junior à partir de la saison 2006-2007. Buffet est présent sur le circuit de Coupe d'Europe depuis janvier 2009, obtenant ses premiers top dix lors de la saison 2013-2014, puis son premier podium et victoire en décembre 2015 au slalom de Obereggen. En 2016, il remporte le classement final du slalom dans cette compétition. En 2011, il a participé aux Championnats du monde junior et a obtenu son meilleur résultat sur le slalom avec le douzième rang.
Il prend son premier départ en Coupe du monde en janvier 2012 à Schladming. Il marque ses premiers points en décembre 2015 avec une 22e au slalom de Val d'Isère. Un mois plus tard, il est 11e à Wengen, où il est 9e l'année suivante, résultat qui représente son meilleur classement à ce niveau. 
En 2015, il s'est classé deux fois quatrième à l'Universiade à Sierra Nevada.
Il est sélectionné pour les Championnats du monde 2017, à Saint-Moritz, où il est 18e du slalom. Après la saison 2016-2017, il n'intègre le top 30 en Coupe du monde qu'à trois reprises et n'obtient pas d'autres sélections majeures.
Il remporte sa quatrième et dernière victoire en Coupe d'Europe dans un combiné en 2019 à Santa Caterina.
En avril 2020, il annonce qu'il met un terme à sa carrière.
En avril 2024, il remporte le slalom (catégorie reine) du challenge des moniteurs à La Plagne devant Thomas Mermillod-Blondin et Thomas Fanara.

## Palmarès

### Championnats du monde
| Épreuve / Édition          | Slalom |
| -------------------------- | ------ |
| Mondiaux 2017 Saint-Moritz | 18e    |

### Coupe du monde
- Meilleur classement général : 90e en 2017.
- Meilleur résultat : 9e.

| Saison/Classement | Général | Général | Descente | Descente | Super G | Super G | Slalom géant | Slalom géant | Slalom | Slalom | Combiné | Combiné |
| Saison/Classement | Class.  | Points  | Class.   | Points   | Class.  | Points  | Class.       | Points       | Class. | Points | Class.  | Points  |
| ----------------- | ------- | ------- | -------- | -------- | ------- | ------- | ------------ | ------------ | ------ | ------ | ------- | ------- |
| 2015-2016         | 98e     | 58      | -        | -        | -       | -       | -            | -            | 31e    | 58     | -       | -       |
| 2016-2017         | 90e     | 65      | -        | -        | -       | -       | -            | -            | 30e    | 65     | -       | -       |
| 2017-2018         | 122e    | 18      | -        | -        | -       | -       | -            | -            | 40e    | 18     | -       | -       |
| 2018-2019         | 134e    | 10      | -        | -        | -       | -       | -            | -            | 50e    | 10     | -       | -       |

### Coupe d'Europe
- Vainqueur du classement du slalom en 2016.
- 7 podiums, dont 4 victoires (3 en slalom et 1 en combiné alpin).